# Rio Aisne
O rio Aisne  é um rio do norte de França, que nasce na meseta de Argona, em Rembercourt-Sommaisne, perto de Sainte-Menehould. Une-se ao rio Esa perto de Compiègne, uma vez percorridos 280 km. O rio é navegável e os seus canais desaguam nos rios Meuse e Marne. Dá nome ao departamento de Aisne.

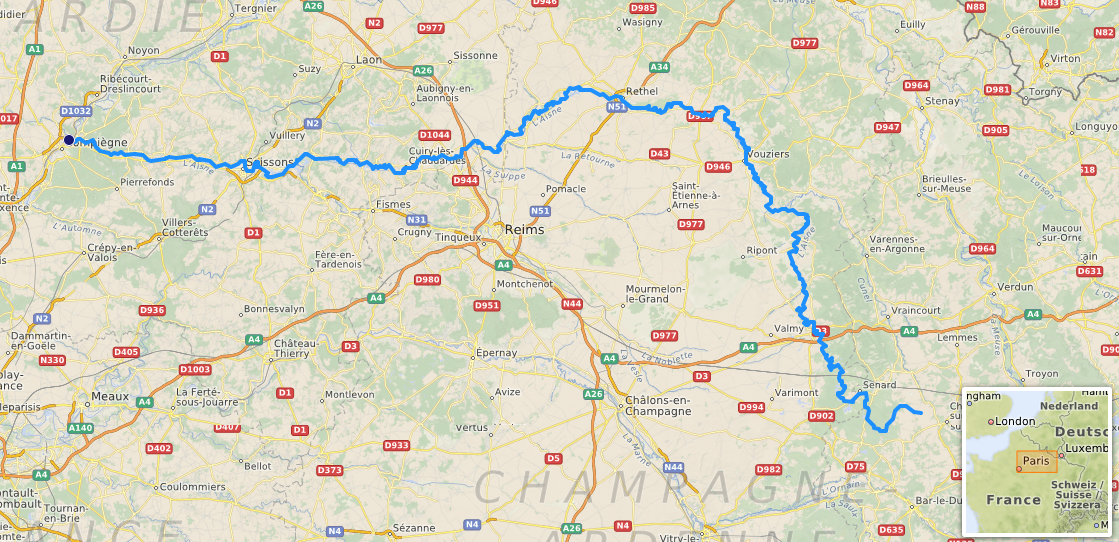
A extensão total do Aisne.

As cidades principais no seu percurso são:
- Departamento de Meuse : Vaubecourt, Triaucourt-en-Argonne;
- Departamento de Marne : Sainte-Menehould;
- Departamento de Ardenas : Vouziers, Attigny, Rethel, Château-Porcien, Asfeld;
- Departamento de Aisne : Neufchâtel-sur-Aisne, Vailly-sur-Aisne, Soissons, Vic-sur-Aisne, Braine;
- Departamento de Oise : Attichy, Compiègne.

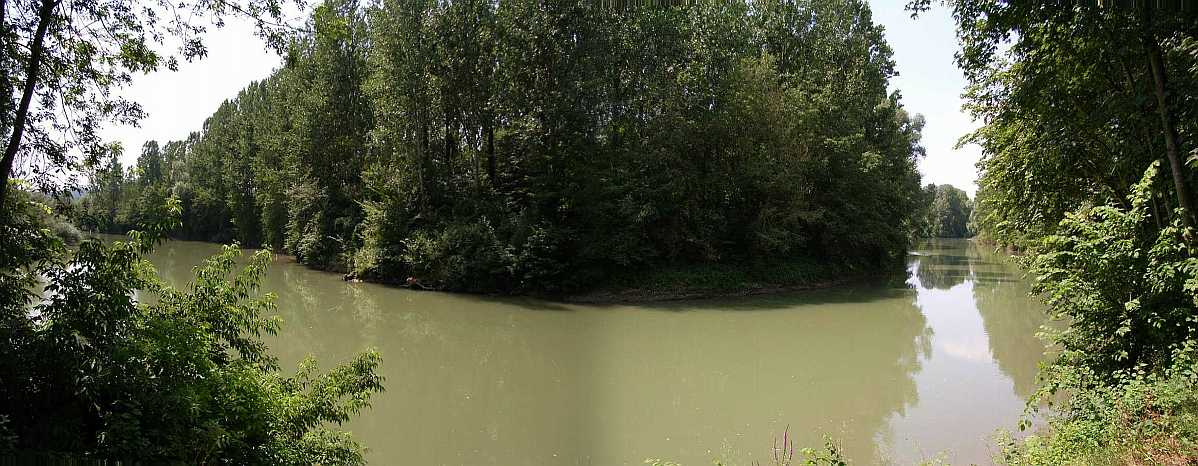
Panorama do Aisne.

Os seus principais afluentes são os rios:
- Ante;
- Auve, após confluir com o Yèvre;
- Bionne;
- Biesme;
- Tourbe;
- Aire que recebe águas do Cousances e do gron;
- Vaux;
- Retourne;
- Suippe já com as águas do Py;
- Vesle que recebe águas do rio Ardre;
- Crise;
- Ru de Bernes.